# Mare-aux-Songes

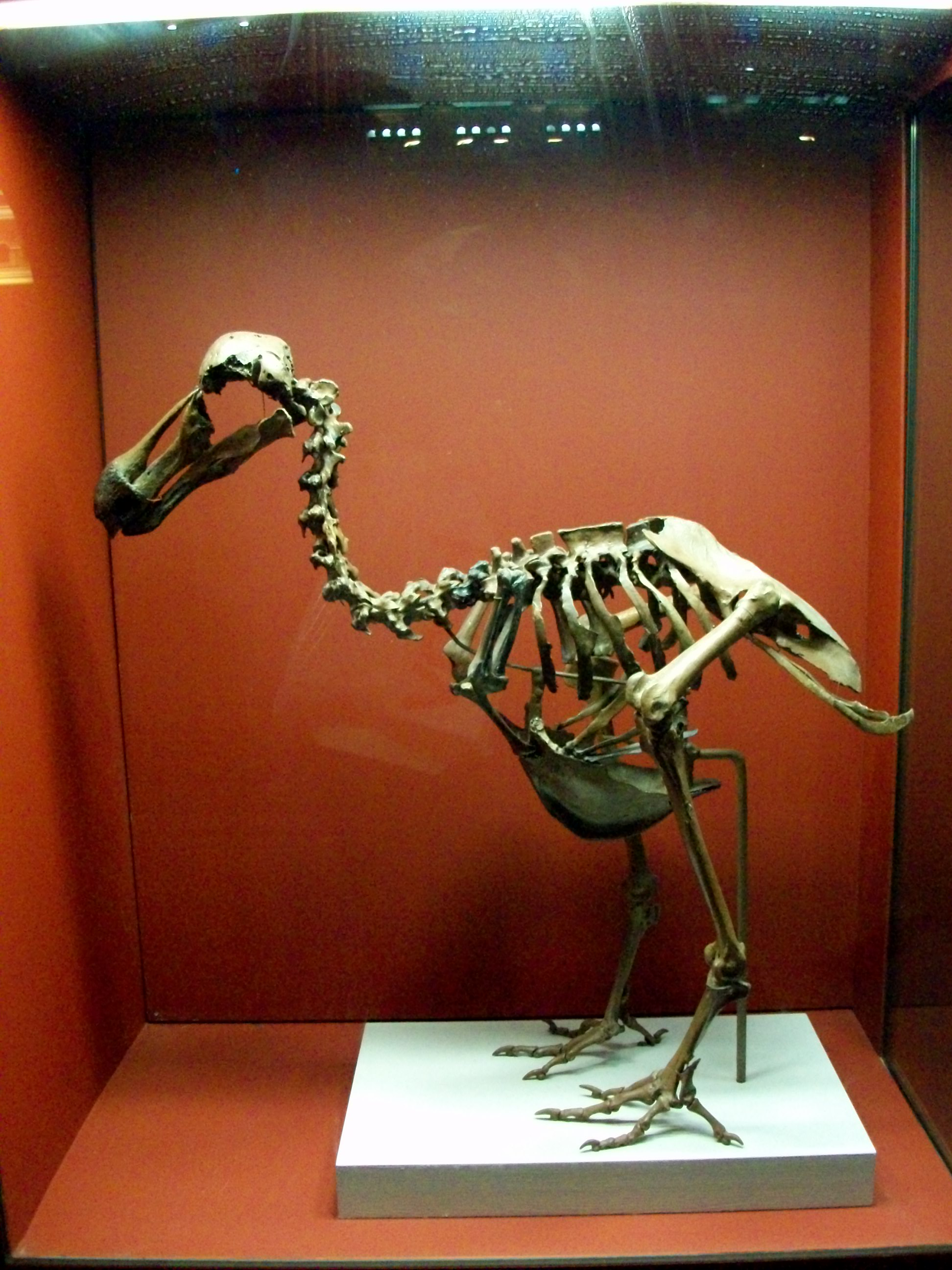
Le squelette de dodo assemblé par Richard Owen à partir d'ossements retrouvés à la Mare-aux-Songes.

Mare-aux-Songes est un lieu-dit mauricien situé dans le district de Grand Port, dans le sud-est de l'île Maurice. Il s'agit d'un site de fouilles dont l'intérêt est de présenter des ossements de drontes de Maurice (Raphus cucullatus), oiseaux d'une espèce disparue également connue sous le nom de dodo. Le site contient également des ossements de deux espèces de tortues géantes Cylindraspis triserrata et C. inepta, ainsi que de vingt autres espèces de vertébrés.
Au total, le site comporte les ossements de 500 000 vertébrés morts à la même période entre -4 235 et -4 100 ans, durant l'Holocène. Cette diminution massive serait le résultat d'une sécheresse extrême,.